# Madhuca esculenta
Madhuca esculenta är en tvåhjärtbladig växtart som beskrevs av Fletcher. Madhuca esculenta ingår i släktet Madhuca och familjen Sapotaceae.
Artens utbredningsområde är Thailand. Inga underarter finns listade i Catalogue of Life.